# Eliica
Eliica (or the Electric Lithium-Ion Car) — це концепт електромобіля, розробленого в університеті Кейо, Токіо під керівництвом професора Хіросі Сімідзу. Вперше був представлений публіці 2005 року на Токійському автошоу. Електромобіль довжиною 5,1 метра розганяється до 100 км/год за чотири секунди (швидше за Porsche 911 Turbo). 2004 року Eliica досягнула швидкості 370 км/год на італійському треці Nardo Ring. Мета команди досягнути швидкості 400 км/год, щоб побити рекорд, встановлений легальними автомобілями з бензиновими двигунами.

## KAZ

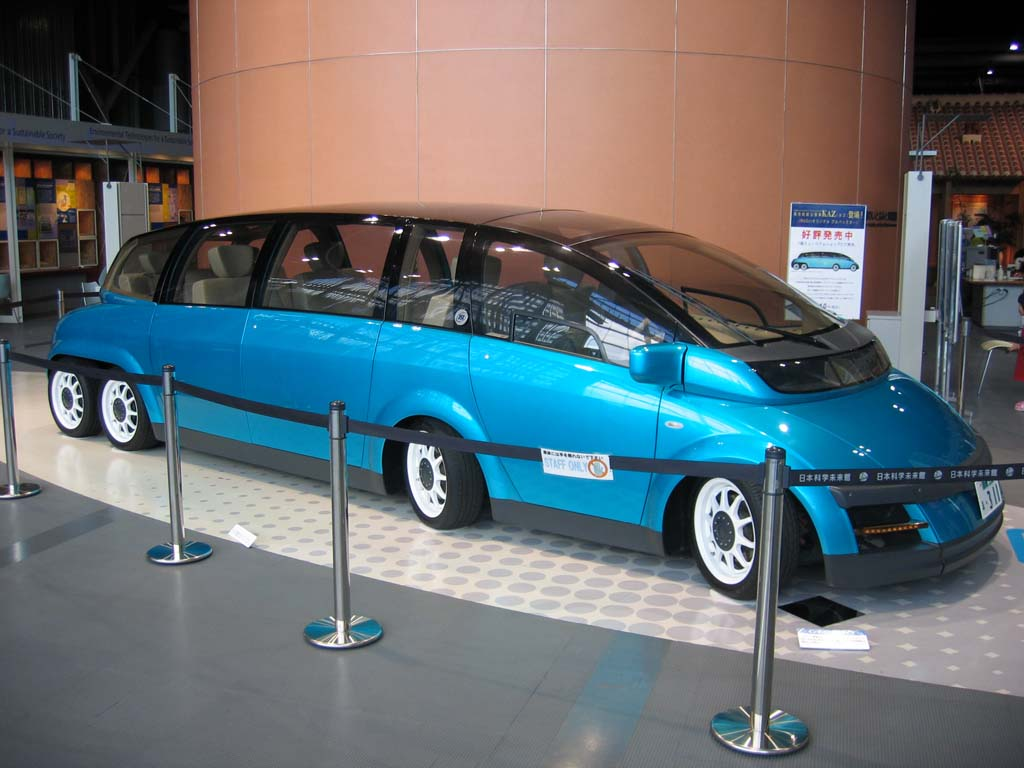
KAZ

Eliica — вишуканіша версія її попередника KAZ (Keio Advanced Zero-emission vehicle), 8-колісний та 8-місний прототип електромобіля довжиною 6,7 м, який також встановлював швидкісні рекорди.

## Деталі дизайну

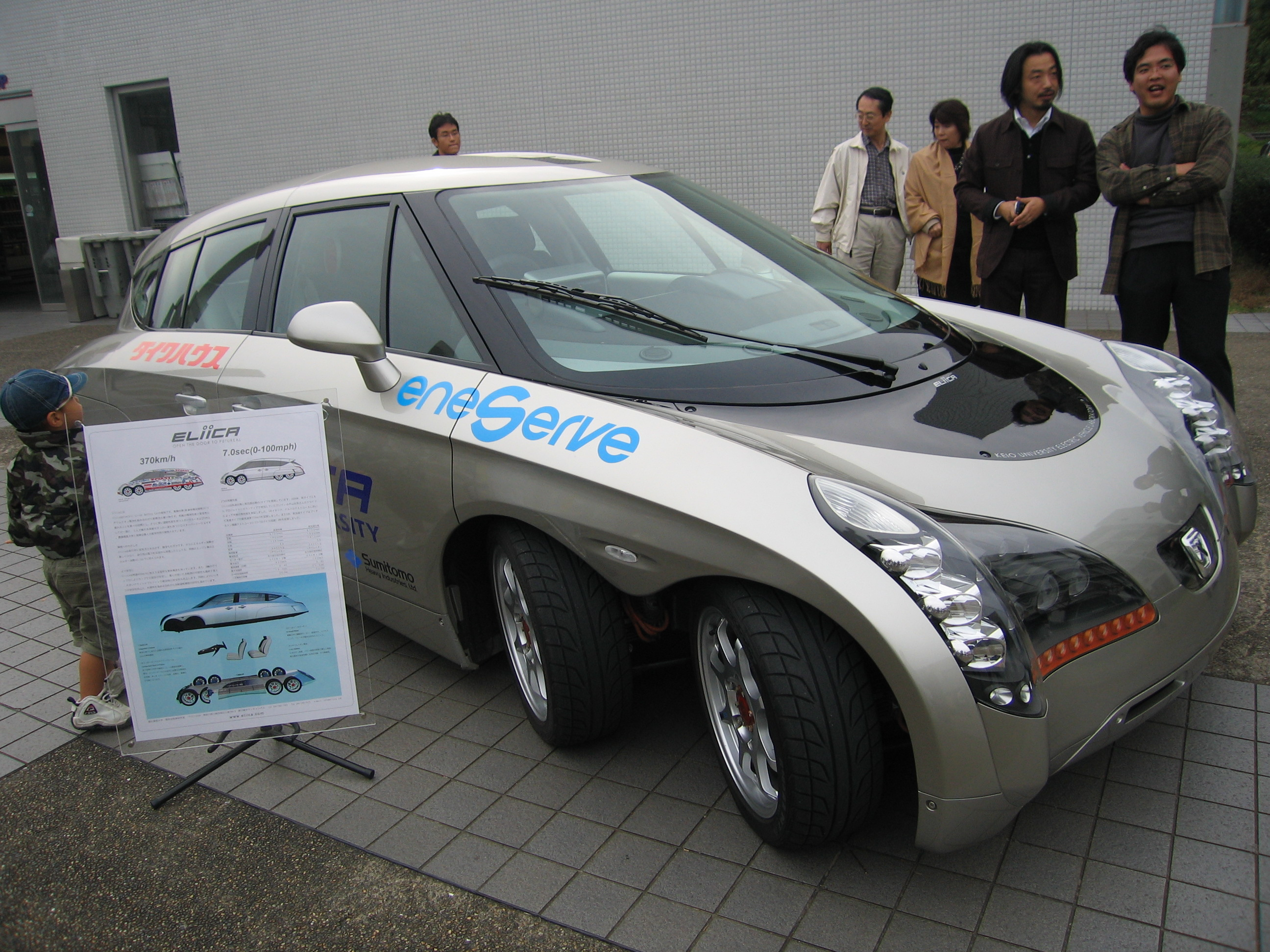
Eliica shown at Intex Osaka.

Вага Eliica становить 2400 кг. Автомобіль вміщує в собі водія і трьох пасажирів. Кузов електромобіля був протестований в аеродинамічній трубі. Передні двері відкриваються як в звичайному автомобілі, а задні — вгору, як крила.. На платформу автомобіля встановлено 80 акумуляторів у чотирьох блоках, що становить 30 % вартості електромобіля. Для повного перезаряджання Eliica потрібно близько 10 годин, також його можна заряджати від побутової електромережі.
На автомобіль встановлено вісім коліс для покращення тяги, також вони є меншими ніж на звичайних авто, завдяки чому кліренс автомобіля є нижчим, що покращує аеродинаміку. На кожне колесо встановлено електродвигун потужністю 60 кВт (80 к.с.). Eliica може генерувати енергію під час гальмування, що дозволяє збільшити запас ходу.
На даний момент є дві версії Eliica: Eliica Speed (укр. швидкість) та Eliica Acceleration (укр. розгін). Eliica Speed зроблена, щоб побити швидкісний рекорд бензинових автомобілів, її максимальна швидкість 370 км/год і запас ходу — 200 км. Eliica Acceleration зроблена для звичайної їзди, її максимальна швидкість становить 190 км/год і запас ходу — 320 км.
Компанія планує випустити 200 моделей за ціною ¥30 млн. (близько $255 тис.)
19 грудня 2005 року тодішній прем'єр-міністр Японії Коїдзумі Дзюнітіро випробував Eliica в 10-хвилинному заїзді до Парламенту Японії. 2006 року автомобіль протестував губернатор Токіо Сінтаро Ісіхара, а також принц Японії Нарухіто.